# Kleń jugosłowiański
Kleń jugosłowiański, kleń iliryjski (Squalius illyricus) – gatunek słodkowodnej ryby z rodziny karpiowatych (Cyprinidae).

## Występowanie
Dalmacja – rzeki Krka i Cetina.

## Opis
Osiąga do 25 cm długości. Żywi się bezkręgowcami. Gatunek zagrożony z powodu niszczenia środowiska, zanieczyszczeń oraz wypierania przez gatunki obce.